# Angerville-la-Martel
Angerville-la-Martel – miejscowość i gmina we Francji, w regionie Normandia, w departamencie Sekwana Nadmorska.
Według danych na rok 1990 gminę zamieszkiwało 659 osób, a gęstość zaludnienia wynosiła 65 osób/km² (wśród 1421 gmin Górnej Normandii Angerville-la-Martel plasuje się na 362. miejscu pod względem liczby ludności, natomiast pod względem powierzchni na miejscu 342.).